# Scandiumfluoride
Scandiumfluoride is het scandiumzout van waterstoffluoride, met als brutoformule ScF3. De stof komt voor als een wit kristallijn poeder, dat slecht tot matig oplosbaar is in water.

## Synthese
Scandiumfluoride kan bereid worden door reactie tussen het amfotere scandiumoxide en ammoniumwaterstoffluoride:
{\displaystyle \mathrm {Sc_{2}O_{3}\ +\ NH_{4}HF_{2}\ \longrightarrow \ 2\ ScF_{3}\ +\ 6\ NH_{4}F\ +\ 3\ H_{2}O} }

## Kristalstructuur en eigenschappen
Scandiumfluoride kristalliseert uit in een trigonaal kristalstelsel. Het behoort tot ruimtegroep hR12. Ieder scandiumatoom wordt in het kristalrooster omringd door 6 fluoratomen.
Hoewel het slecht tot matig oplosbaar is in water, kan het goed opgelost worden in een fluoriderijke oplossing. Hierbij wordt het ScF63−-ion gevormd.

## Toepassingen
Scandiumfluoride wordt gebruikt optische coatings, als katalysator, in keramiek voor elektronica, in lasers en als precursor voor de extractie van elementair scandium.